# Едмунд Шульц
Едмунд Шульц (нім. Edmund Schulz; 6 квітня 1877, Берлін — 15 жовтня 1961, Зольтау) — німецький офіцер, контрадмірал крігсмаріне.

## Біографія
16 квітня 1894 року вступив на флот. Учасник Першої світової війни. Після демобілізації армії залишений на флоті. 30 червня 1923 року вийшов у відставку.
21 липня 1940 року переданий в розпорядження крігсмаріне, до 6 липня 1941 року — промисловий представник верфей. Одночасно з 7 травня по 3 грудня 1941 року — представник верфей на Південному Сході. 4 грудня 1941 року переданий в розпорядження командувача-адмірала військово-морської станції «Нордзе». 31 січня 1942 року остаточно звільнений у відставку.

## Звання
- Кадет (16 квітня 1894)
- Морський кадет (13 травня 1895)
- Унтерлейтенант-цур-зее (25 жовтня 1897)
- Лейтенант-цур-зее (1 січня 1899)
- Оберлейтенант-цур-зее (18 червня 1900)
- Капітан-лейтенант (21 березня 1905)
- Корветтен-капітан (11 листопада 1911)
- Фрегаттен-капітан (14 жовтня 1917)
- Капітан-цур-зее (21 січня 1920)
- Контрадмірал запасу (30 червня 1923)
- Контрадмірал до розпорядження (1 серпня 1941)

## Нагороди
- Столітня медаль (22 березня 1897)
- Орден Корони Таїланду, офіцерський хрест (Сіам; 12 лютого 1900)
- Орден Святої Анни 3-го ступеня (Російська імперія; 8 вересня 1902)
- Срібна медаль Заслуг (Китай; 11 вересня 1904)
- Орден Білого слона, офіцерський хрест (Сіам)
- Орден морських заслуг (Іспанія) 1-го класу, білий дивізіон (21 серпня 1909)
- Орден Червоного орла 4-го класу (12 січня 1913
- Залізний хрест 2-го і 1-го класу
- Військовий Хрест Фрідріха-Августа (Ольденбург) 2-го і 1-го класу
- Ганзейський Хрест (Любек)
- Орден «За заслуги» (Баварія) 4-го класу з мечами
- Хрест «За вислугу років» (Пруссія) (25 років)
- Почесний хрест ветерана війни з мечами